# Aaron Johnson (Eishockeyspieler)
Aaron Lindsay Johnson (* 30. April 1983 in Port Hawkesbury, Nova Scotia) ist ein ehemaliger kanadischer Eishockeyspieler und -trainer, der im Verlauf seiner aktiven Karriere zwischen 1999 und 2020 unter anderem 291 Spiele für die Columbus Blue Jackets, New York Islanders, Chicago Blackhawks, Calgary Flames, Edmonton Oilers und Boston Bruins in der National Hockey League (NHL) auf der Position des Verteidigers bestritten hat. Darüber hinaus war Johnson zwei Spielzeiten für die Adler Mannheim in der Deutschen Eishockey Liga (DEL) aktiv.

## Karriere
Johnson begann seine Karriere im Sommer 1999 bei den Océanic de Rimouski in der kanadischen Juniorenliga Ligue de hockey junior majeur du Québec (LHJMQ), mit denen er bereits in seinem ersten Jahr den Coupe du Président gewann. Anschließend nahm er mit seinem Team am Memorial Cup teil, den die Océanic ebenfalls durch einen Finalsieg gegen die Barrie Colts errangen. In den folgenden Jahren konnte der Linksschütze seine Punkteausbeute kontinuierlich steigern. Mit 59 Scorerpunkten in 75 Spielen gehörte er in der Saison 2000/01 zu den teamintern punktbesten Verteidigern. Folgerichtig zog er das Interesse der Scouts der National Hockey League (NHL) auf sich. Schließlich waren es die Verantwortlichen der Columbus Blue Jackets, die ihn während des NHL Entry Draft 2001 in der dritten Runde an insgesamt 85. Position auswählten. Johnson blieb daraufhin weitere zwei Jahre in Rimouski, ehe er nach einem kurzen Intermezzo bei den Remparts de Québec im Sommer 2003 in die NHL zu den Columbus Blue Jackets wechselte. Dort wurde er zunächst überwiegend in der American Hockey League (AHL) bei den Syracuse Crunch, dem Farmteam der Blue Jackets, eingesetzt. Dennoch konnte er sich für ein Engagement in der NHL empfehlen und so absolvierte er während der Saison 2003/04 29 Spiele für Columbus, in denen er acht Punkte erzielte.
Die NHL-Saison 2004/05, die aufgrund des Lockouts nicht ausgetragen wurde, verbrachte er in der AHL bei den Syracuse Crunch. Nachdem er während der Spielzeit 2005/06 in weiteren 29 NHL-Partien zum Einsatz gekommen war, konnte er seine Chance nutzen und sich in den Stammkader der Blue Jackets spielen. Somit stand er über die komplette folgende Saison erstmals im Kader der Columbus’. In 61 Spielen erzielte er zehn Scorerpunkte und kassierte 38 Strafminuten. Da sein Vertrag zum Ende der Spielzeit 2006/07 nicht verlängert worden war, unterschrieb er im Sommer 2007 als Free Agent einen Vertrag bei den New York Islanders, für die er allerdings nur 30-mal auf dem Eis stand, da er wegen einer Knieverletzung und der sich anschließenden Reha lange ausfiel. Schließlich wurde das Management der Chicago Blackhawks auf den damals 25-Jährigen aufmerksam und unterbreitete ihm zur Saison 2008/09 ein Vertragsangebot, das der gelernte Verteidiger annahm. Kurz nach Beginn der Spielzeit 2009/10 wurde er im Austausch für Kyle Greentree zu den Calgary Flames abgegeben. Im August 2010 unterzeichnete Johnson einen auf ein Jahr befristeten Vertrag bei den Nashville Predators, nachdem er zuvor im März 2010 gemeinsam mit einem Drittrunden-Wahlrecht im NHL Entry Draft 2011 im Tausch für Steve Staios an die Edmonton Oilers abgegeben worden war. Am 5. Juli 2011 einigte sich der Verteidiger auf einen Zweiwegevertrag für ein Jahr bei den Columbus Blue Jackets. Anschließend wurde er von den Boston Bruins verpflichtet. Im Juli 2013 unterzeichnete er einen Einjahresvertrag bei den New York Rangers. Während der Saisonvorbereitung wurde Johnson dann vom NHL-Aufgebot in die AHL zu Hartford Wolf Pack transferiert. Sein Einjahresvertrag in New York wurde nach der Saison 2013/14 nicht verlängert, sodass sich Johnson im Juli 2014 den Ottawa Senators anschloss. Auch die Senators setzten den Kanadier ausschließlich in der AHL bei den Binghamton Senators ein und verlängerten seinen Einjahresvertrag nicht, sodass er im September 2015 einen reinen AHL-Vertrag bei den neu gegründeten Stockton Heat unterzeichnete.
Für die Saison 2016/17 unterschrieb Johnson einen Einjahresvertrag bei den Adler Mannheim aus der Deutschen Eishockey Liga (DEL) und spielte bis 2018 für den Klub. Nach zwei weiteren Spielzeiten bei den Sheffield Steelers in der britischen Elite Ice Hockey League (EIHL), wo er zusätzlich dem Trainerstab angehörte, zog sich der 37-Jährige im Sommer 2020 aus dem aktiven Sport zurück, ehe er im September 2021 sein offizielles Karriereende verkündete. Anschließend war er in der Saison 2021/22 als Assistenztrainer für die Allen Americans in der ECHL tätig. Ebenso stieg er bis zum Sommer 2023 in einer Beraterfunktion bei den Columbus Blue Jackets ein.

## Erfolge und Auszeichnungen
| - 2000 Coupe-du-Président-Gewinn mit den Océanic de Rimouski - 2000 Memorial-Cup-Gewinn mit den Océanic de Rimouski - 2004 Teilnahme am AHL All-Star Classic | - 2015 Spengler-Cup-Gewinn mit dem Team Canada - 2020 EIHL-Challenge-Cup-Gewinn mit den Sheffield Steelers |

## Karrierestatistik
(Legende zur Spielerstatistik: Sp oder GP = absolvierte Spiele; T oder G = erzielte Tore; V oder A = erzielte Assists; Pkt oder Pts = erzielte Scorerpunkte; SM oder PIM = erhaltene Strafminuten; +/− = Plus/Minus-Bilanz; PP = erzielte Überzahltore; SH = erzielte Unterzahltore; GW = erzielte Siegtore; 1 Play-downs/Relegation; Kursiv: Statistik nicht vollständig)